# 아세아제지
아세아제지(Asia Paper Manufacturing Co. Ltd.)는 대한민국의 골판지 기업이다. 본사는 서울시 강남구 논현로 430(역삼동)에 위치해 있으며 대표이사는 유승환이다.

## 사업
택배박스 주재료인 골판지를 생산한다

## 논란
소액주주들이 2007~2012년 동종업계 기업과 골판지·골심지 판매가격, 고지 구매가격을 담합해 회사에 270억원의 과징금을 물게 했다는 이유로 전현직 이사진 8명에 대해 배상 소송을 제기하였다

## 자사주 취득
2024년 200억원 규모 자사주 취득을 결정하였다

## 참고문헌
1. ↑  종목분석보고서-아세아제지
2. ↑  최유나, 아세아제지, 택배 시장 위축에 3Q '주춤', 딜사이트, 2023.11.14
3. ↑  이은영, “270억원 물어내라”… 아세아제지 소액주주, 경영진에 소송 예고, 조선비즈, 2023.06.02
4. ↑  아세아제지, 200.00억원 규모 자사주 취득 신탁계약 체결 결정, 인포스톡데일리, 2024.01.11